# Bergeforsen
Bergeforsen är ett samhälle i Timrå kommun belägen strax norr om Timrå. Samhället  var till 2023 avgränsat till en separat tätort men klassas från 2023 som en del av tätorten Sundsvall-Timrå. 
Genom Bergeforsbron över Indalsälven är orten förbunden med Sörberge i Timrå. Vid Indalsälven finner man också Bergeforsdammen, färdigställd 1959 som med sitt kraftverk har 23 meters fallhöjd. Intill, nedströms, ligger en av Sveriges största laxodlingar.

## Befolkningsutveckling
| Befolkningsutvecklingen i Bergeforsen 1960–2020                                                              | Befolkningsutvecklingen i Bergeforsen 1960–2020 | Befolkningsutvecklingen i Bergeforsen 1960–2020 | Befolkningsutvecklingen i Bergeforsen 1960–2020 | Befolkningsutvecklingen i Bergeforsen 1960–2020 |
| --- | ----------------------------------------------- | ----------------------------------------------- | ----------------------------------------------- | ----------------------------------------------- |
| |                                                 |                                                 |                                                 |                                                 |
| År |                                                 |                                                 | Folkmängd                                       | Areal (ha)                                      |
| 1960 | 1960                                            |                                                 | 1 215                                           |                                                 |
| 1965 | 1965                                            |                                                 | 1 260                                           |                                                 |
| 1970 | 1970                                            |                                                 | 1 135                                           |                                                 |
| 1975 | 1975                                            |                                                 | 1 472                                           |                                                 |
| 1980 | 1980                                            |                                                 | 1 518                                           |                                                 |
| 1990 | 1990                                            |                                                 | 1 785                                           | 191                                             |
| 1995 | 1995                                            |                                                 | 1 711                                           | 200                                             |
| 2000 | 2000                                            |                                                 | 1 635                                           | 200                                             |
| 2005 | 2005                                            |                                                 | 1 535                                           | 200                                             |
| 2010 | 2010                                            |                                                 | 1 563                                           | 198                                             |
| 2015 | 2015                                            |                                                 | 1 787                                           | 284                                             |
| 2020 | 2020                                            |                                                 | 1 741                                           | 287                                             |
| Anm.: Namnändring 1965 från Ri till Bergeforsen. Sammanvuxen 2015 med småorterna Ri och Lunde (västra delen) |                                                 |                                                 |                                                 |                                                 |

## Geologi
Bergeforsen har fått en bergart uppkallad efter sig, beforsit, besläktad med alnöiten.

## Idrott
"Mittnorden cup" i fotboll spelas i Timrå, bland annat på Bergeforsens IP. Orten är även känd för sin framgångsrika skidklubb Bergeforsens SK. Här finns innebandylaget IBC Bergeforsen och ridskolan Timrå Hästsportförening.
Den tidigare skidskytten Magdalena Forsberg bor i Bergeforsen. Kroppsbyggaren Anders Graneheim, Timrå IK-spelarna Anton Lander och Eric Moe har vuxit upp i Bergeforsen.